# Saint-André-sur-Cailly
Pour les articles homonymes, voir Saint-André et Cailly (homonymie).
Saint-André-sur-Cailly est une commune française située dans le département de la Seine-Maritime en région Normandie.

## Géographie

### Localisation
| Claville-Motteville        | Cailly Saint-Germain-sous-Cailly | La Rue-Saint-Pierre |
| Saint-Georges-sur-Fontaine | Saint-André-sous-Cailly          | Pierreval           |
| Quincampoix                |                                  | Morgny-la-Pommeraye |

### Hydrographie
La commune est située dans le bassin Seine-Normandie. Elle n'est drainée par aucun cours d'eau,.

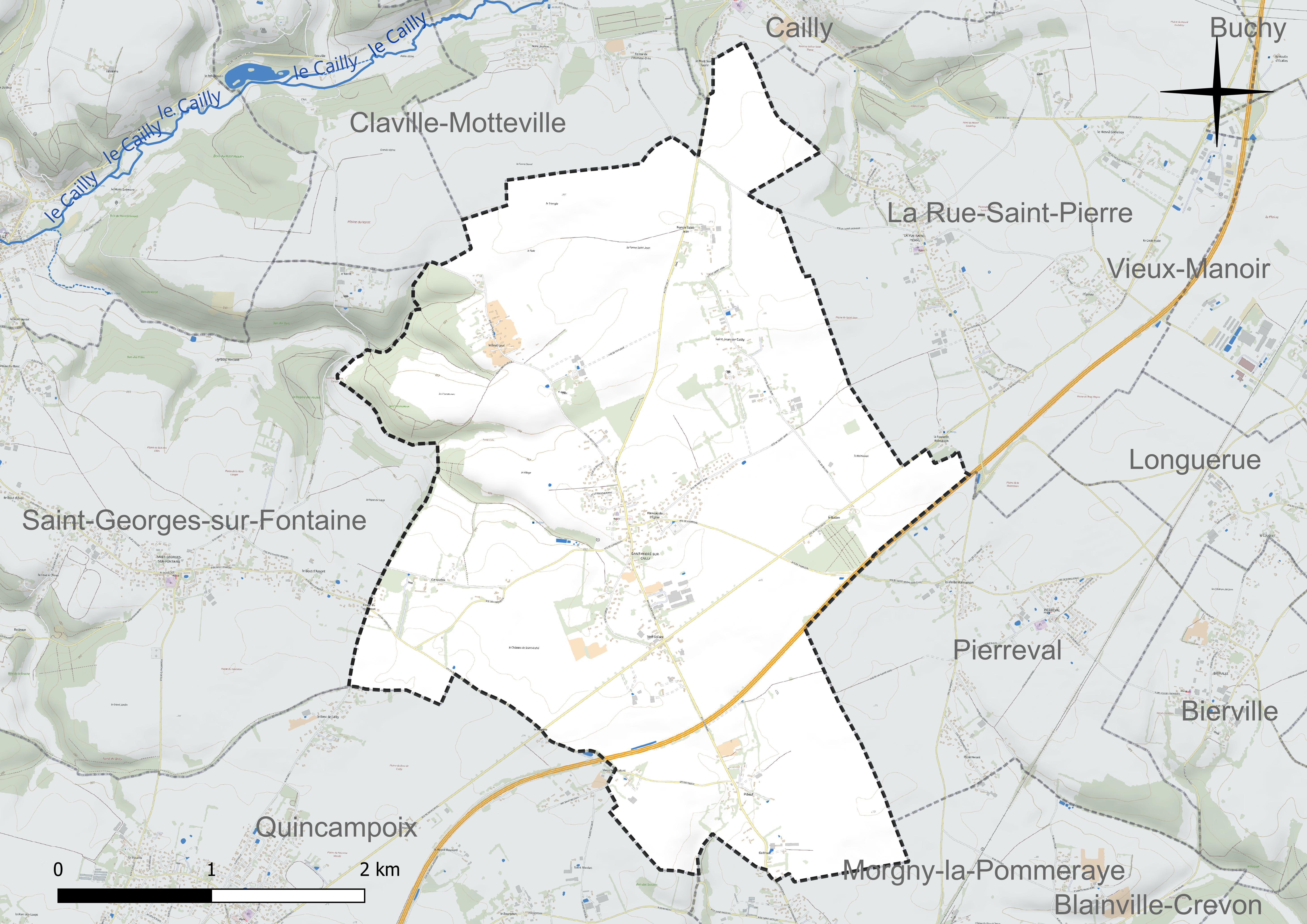
Réseau hydrographique de Saint-André-sur-Cailly.

### Climat
Pour des articles plus généraux, voir Climat de la Normandie et Climat de la Seine-Maritime.
En 2010, le climat de la commune est de type climat océanique dégradé des plaines du Centre et du Nord, selon une étude du CNRS s'appuyant sur une série de données couvrant la période 1971-2000. En 2020, Météo-France publie une typologie des climats de la France métropolitaine dans laquelle la commune est exposée à un climat océanique et est dans la région climatique Côtes de la Manche orientale, caractérisée par un faible ensoleillement (1 550 h/an) ; forte humidité de l’air (plus de 20 h/jour avec humidité relative > 80 % en hiver), vents forts fréquents. Parallèlement le GIEC normand, un groupe régional d’experts sur le climat, différencie quant à lui, dans une étude de 2020, trois grands types de climats pour la région Normandie, nuancés à une échelle plus fine par les facteurs géographiques locaux. La commune est, selon ce zonage, exposée à un « climat maritime », correspondant au Pays de Caux, frais, humide et pluvieux, légèrement plus frais que dans le Cotentin.
Pour la période 1971-2000, la température annuelle moyenne est de 10,1 °C, avec une amplitude thermique annuelle de 13,9 °C. Le cumul annuel moyen de précipitations est de 867 mm, avec 13,3 jours de précipitations en janvier et 8,8 jours en juillet. Pour la période 1991-2020, la température moyenne annuelle observée sur la station météorologique la plus proche, située sur la commune de Rouen à 15 km à vol d'oiseau, est de 12,6 °C et le cumul annuel moyen de précipitations est de 817,9 mm,. Pour l'avenir, les paramètres climatiques de la commune estimés pour 2050 selon différents scénarios d’émission de gaz à effet de serre sont consultables sur un site dédié publié par Météo-France en novembre 2022.

## Urbanisme

### Typologie
Au 1er janvier 2024, Saint-André-sur-Cailly est catégorisée commune rurale à habitat dispersé, selon la nouvelle grille communale de densité à sept niveaux définie par l'Insee en 2022.
Elle est située hors unité urbaine. Par ailleurs la commune fait partie de l'aire d'attraction de Rouen, dont elle est une commune de la couronne,. Cette aire, qui regroupe 317 communes, est catégorisée dans les aires de 200 000 à moins de 700 000 habitants,.

### Occupation des sols
L'occupation des sols de la commune, telle qu'elle ressort de la base de données européenne d’occupation biophysique des sols Corine Land Cover (CLC), est marquée par l'importance des territoires agricoles (90,1 % en 2018), en diminution par rapport à 1990 (91,1 %). La répartition détaillée en 2018 est la suivante : 
terres arables (70,6 %), prairies (19,5 %), zones urbanisées (5,5 %), forêts (4,3 %). L'évolution de l’occupation des sols de la commune et de ses infrastructures peut être observée sur les différentes représentations cartographiques du territoire : la carte de Cassini (XVIIIe siècle), la carte d'état-major (1820-1866) et les cartes ou photos aériennes de l'IGN pour la période actuelle (1950 à aujourd'hui).

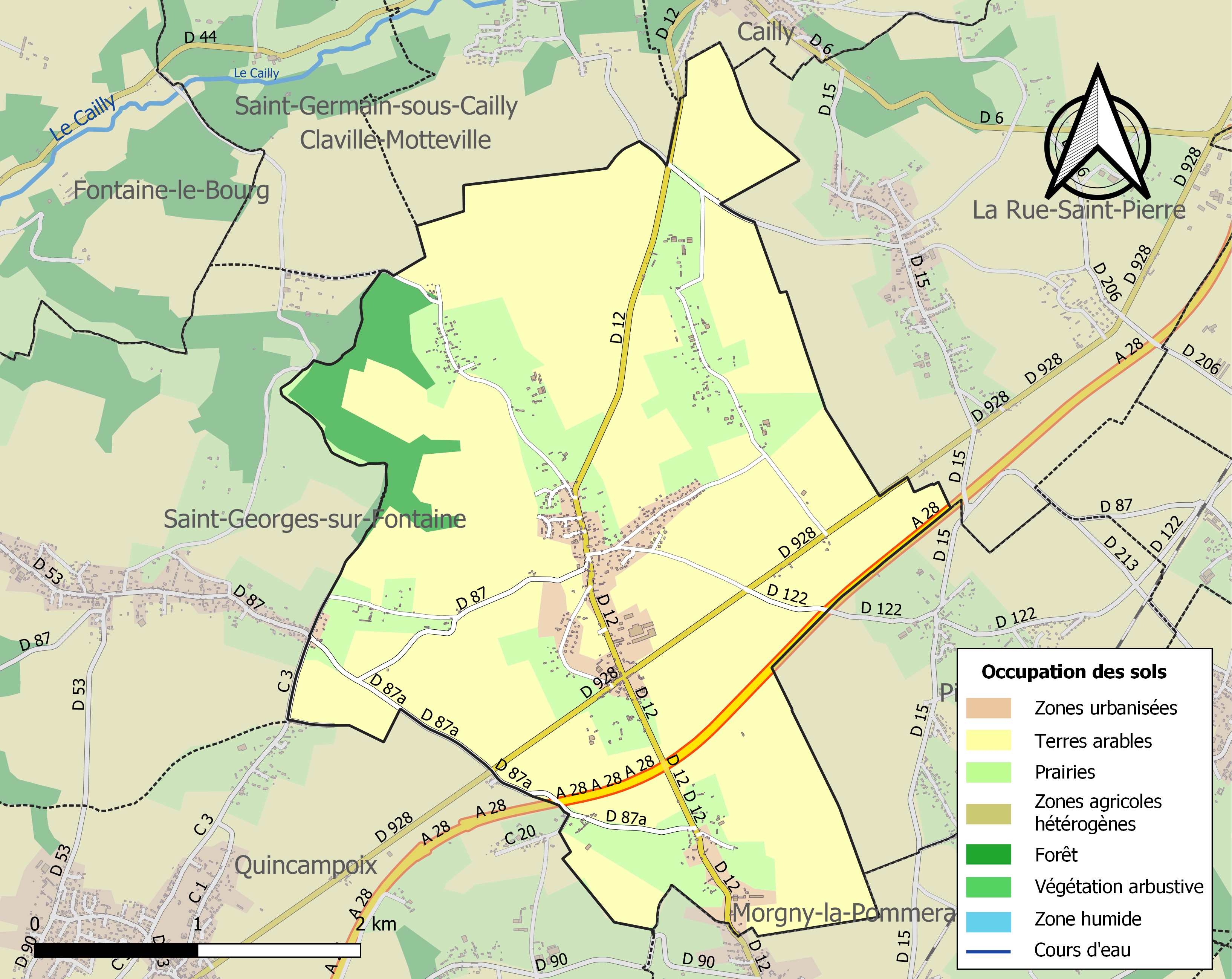
Carte des infrastructures et de l'occupation des sols de la commune en 2018 (CLC).

## Toponymie
Le nom de la localité est anciennement attesté sous les formes Ecclesia de Rua Sancti Andree en 1870 (Archives départementales de la Seine-Maritime, 14 H 163, 331) ; Rua Sancti Andreae en 1080 ; Enguerrano de Sancto Andrea au début du XIIIe siècle (Archives de Seine-Maritime, 14 H — Forêt Verte) ; Ecclesie Sancti Andreae vers 1240 ; Sanctus Andreas en 1337 ; A Saint Andrieu sur Cailly en 1390 et 1393 (Archives de Seine-Maritime, tab. Rouen, reg. 5, f. 105 v.) ; Fief de Saint Andrieu en 1395 (Archives Nat. p. 307-139) ; Paroisse Saint Andrieu sur Cailli en 1414 (Archives de Seine-Maritime, tab. Rouen, reg. 17 f. 120) ; Saint Andrieu en 1431 (Longnon 14, 80) ; A Saint André sur Cailly en 1678 (Archives de Seine-Maritime II B 440) ; Saint André en 1715 (Frémont) ; Saint André sur Cailly en 1757 (carte de Cassini) et en 1788,. 
Cette formation toponymique était parallèle à celle de La Rue-Saint-Pierre, village contigu.
L'hagiotoponyme Saint-André désigne André (apôtre) et le déterminant locatif -sur-Cailly se réfère au village de Cailly et non pas à la rivière (le ou la Cailly). Voir toponymie de Cailly.
La paroisse de Saint Jean sur Cailly est rattachée à celle de Saint-André par ordonnance royale du 8 janvier 1823 ; celle de Pibeuf (canton de Buchy) l'est également, le 8 juin 1825.
- Pibeuf (Putbou vers 1034). Il s'agit d'un toponyme de type norrois en -beuf, issu du vieux norrois both « maison, village ». Le premier élément qui se retrouve sans doute dans les différents Putot du Calvados (avec -tot, issu du vieux norrois topt) n'est pas expliqué de manière convaincante[15].
- Saint Jean sur Cailly (Sancto Johanne vers 1210)[15].

Le nom du hameau de Carqueleu (Carkeleu 1215) serait en rapport avec le loup, appelé leu au nord de la Seine (voir expression à la queue-leu-leu et le toponyme Canteleu), d'où l'expression carque leu « cherche loup ». François de Beaurepaire identifie un carque vei « cherche gué » dans Carcanet (Calvados, Culey-le-Patry, Carquevay 1451) et un Carquelion (Calvados, Douvres-la-Délivrande). Ce microtoponyme serait à mettre en rapport avec les nombreux autres en rapport avec le loup, identifiés par Dominique Fournier, dont Hucleu « huche loup », hameau à Bosc-Édeline et situé à 20 km. Une explication alternative veut que l'on compare avec d'autres noms de lieux en -leu dans la région et en Picardie présentant une finale -leu, issue du vieux bas francique *lōh ou du vieux saxon lōh « bois, clairière, essart, pré » (Clenleu, Senleu, etc.). Il a pour correspondance le vieux norrois ló « clairière, essart, pré » qu l'on rencontre dans le toponyme norvégien Oslo.
Le nom du hameau Boutlevet ou Boulvet est obscur.

## Histoire
Plusieurs découvertes de vestiges apportent des certitudes sur l'importance de ce village à l'époque gallo-romaine. Un théâtre antique aux dimensions relativement importantes fut identifié dès le XIXe siècle au hameau du Bout Levet, il fit l'objet de fouilles en 1870 par l'abbé Cochet mais celui-ci dut les interrompre en raison d'un désaccord avec le propriétaire du terrain. Si les fouilles permirent de mettre au jour des maçonneries importantes, celles-ci durent être remblayées et le théâtre, dont la silhouette se devine aisément rue du Bout-Levet, n'a plus fait l'objet depuis de fouilles archéologiques. En outre, les fondements d'un vaste édifice, un mur de 200 mètres de longueur, une mosaïque et des centaines de monnaies ont ainsi été mises au jour.
Des cercueils de pierre d'époque franque ont été exhumés.
La paroisse est cédée au milieu du XIe siècle à l'abbaye de Saint-Ouen de Rouen par Osberne de Cailly.
Le relais de poste le Vert Galant témoignerait du passage d'Henri IV en ce lieu en 1592.
La construction de ce relais date de la fin du XVIIIe siècle sur le bord de la nouvelle route dont le tracé a été rectifié. Henri IV a-t-il séjourné en ce lieu ? Cela est possible, puisque son séjour à Fontaine-le-Bourg à quelque distance de Saint-André-sur-Cailly est attesté par des lettres envoyées de ce lieu. Dans ce cas, il s'agirait d'une ancienne auberge disparue située au Vieux Vert Galant sur le tracé de l'ancienne route.
À la veille de la Révolution française, on dénombre environ 80 foyers pour la plupart des journaliers, ils filaient aussi le coton.
Au XVIIIe siècle, la conversion d'anciens labours en bois et en herbages donne lieu à une multitude de plaintes et de doléances.

## Politique et administration
| Période                                  | Période                    | Identité           | Étiquette | Qualité                        |
| ---------------------------------------- | -------------------------- | ------------------ | --------- | ------------------------------ |
| 1922                                     |                            | Dupuis             |           |                                |
| 1939                                     |                            | Leblond            |           |                                |
| Les données manquantes sont à compléter. |                            |                    |           |                                |
| mars 2001                                | 2014                       | Nicole Larchevêque |           |                                |
| 2014                                     | En cours (au 10 août 2020) | Éric Avenel        |           | Réélu pour le mandat 2020-0026 |

## Équipements et services publics

### Enseignement
La commune relève de l'académie de Normandie.

## Population et société

### Démographie
L'évolution du nombre d'habitants est connue à travers les recensements de la population effectués dans la commune depuis 1793. Pour les communes de moins de 10 000 habitants, une enquête de recensement portant sur toute la population est réalisée tous les cinq ans, les populations de référence des années intermédiaires étant quant à elles estimées par interpolation ou extrapolation. Pour la commune, le premier recensement exhaustif entrant dans le cadre du nouveau dispositif a été réalisé en 2005.

En 2022, la commune comptait 805 habitants, en évolution de −6,18 % par rapport à 2016 (Seine-Maritime : +0,35 %, France hors Mayotte : +2,11 %).
| 1793 | 1800 | 1806 | 1821 | 1831 | 1836 | 1841 | 1846 | 1851 |
| ---- | ---- | ---- | ---- | ---- | ---- | ---- | ---- | ---- |
| 395  | 384  | 409  | 416  | 637  | 603  | 639  | 631  | 628  |

| 1856 | 1861 | 1866 | 1872 | 1876 | 1881 | 1886 | 1891 | 1896 |
| ---- | ---- | ---- | ---- | ---- | ---- | ---- | ---- | ---- |
| 563  | 549  | 555  | 559  | 551  | 512  | 489  | 479  | 462  |

| 1901 | 1906 | 1911 | 1921 | 1926 | 1931 | 1936 | 1946 | 1954 |
| ---- | ---- | ---- | ---- | ---- | ---- | ---- | ---- | ---- |
| 458  | 480  | 492  | 444  | 445  | 431  | 428  | 469  | 484  |

| 1962 | 1968 | 1975 | 1982 | 1990 | 1999 | 2005 | 2006 | 2010 |
| ---- | ---- | ---- | ---- | ---- | ---- | ---- | ---- | ---- |
| 480  | 405  | 524  | 583  | 636  | 821  | 833  | 843  | 891  |

| 2015 | 2020 | 2022 | - | - | - | - | - | - |
| ---- | ---- | ---- | - | - | - | - | - | - |
| 847  | 821  | 805  | - | - | - | - | - | - |

### Cultes
Saint-André-sur-Cailly est rattaché à la paroisse catholique Saint-Pierre et Saint-Paul de Bois-Guillaume – Forêt verte qui fait partie de l'archidiocèse de Rouen.

## Culture locale et patrimoine

### Lieux et monuments
- Restes du théâtre gallo-romain au lieu dit du Boutlevé, à la frontière avec la commune de Cailly.
- L'église Saint-André : remaniée au XVIIIe siècle, elle  conserve une nef du XVIe siècle et un chœur du XIIe siècle[23].
- Manoir Henri-IV : relais de poste à chevaux de 1750[24]
- Monument aux morts (1922)[25].

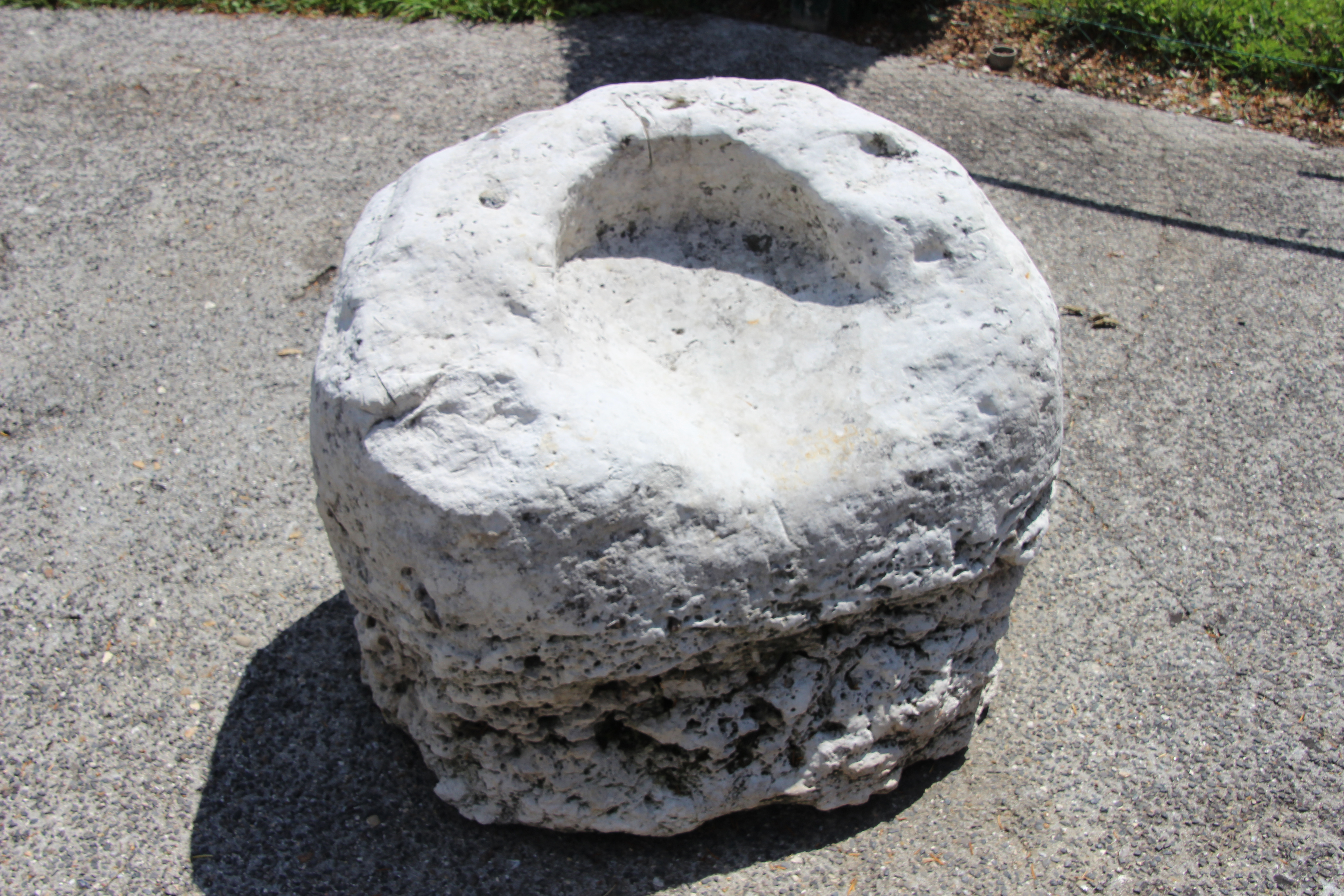
Le fauteuil du curé.
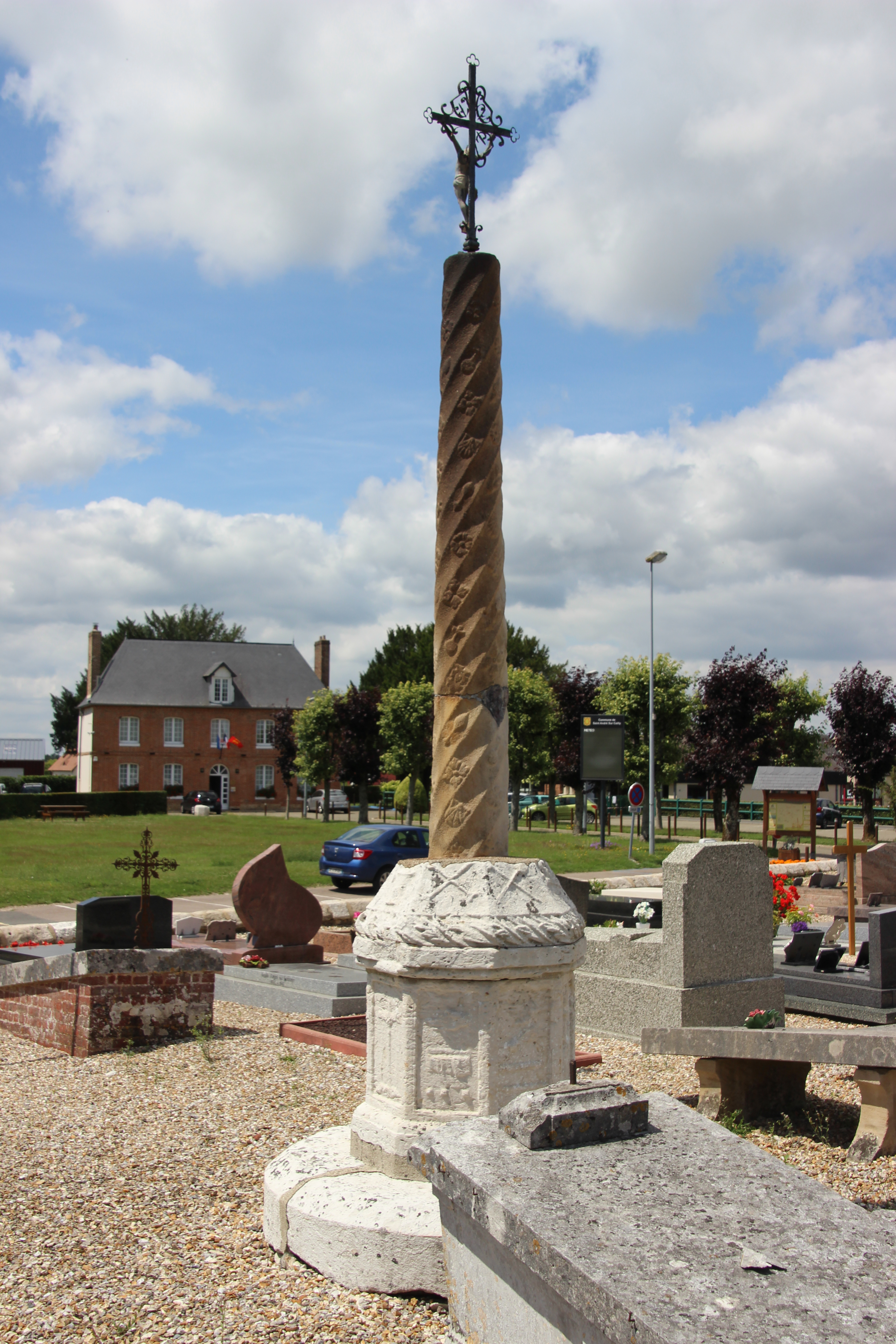
le calvaire du XVIe siècle dans l'enceinte du cimetière.
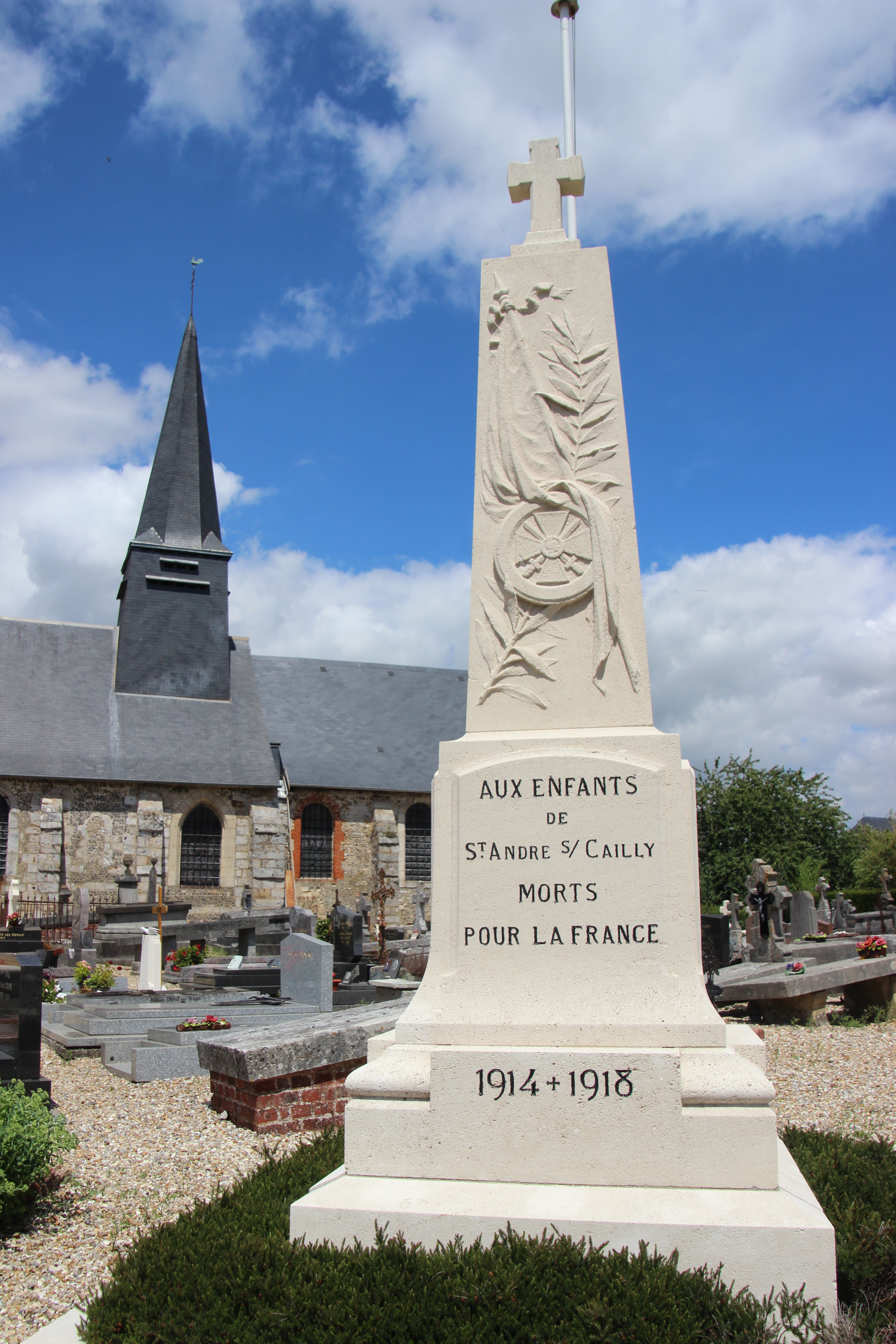
Le monument aux morts.

### Personnalités liées à la commune
- Étienne-Vincent Guilbert (Saint-Jean-sur-Cailly, 1761- Londres, 1829), imprimeur-libraire, journaliste et homme de lettres théophilanthrope.
- Édouard Fortier (1836-1915), homme politique, sénateur de la Seine-Maritime de 1898 à 1915.

### Héraldique
| Armes de Saint-André-sur-Cailly | Les armes de la commune de Saint-André-sur-Cailly se blasonnent ainsi : D'or au double trescheur fleurdelisé de gueules, le cœur chargé de deux bâtons alésés en sautoir de sinople. |